# Championnat de Bulgarie de football 1974-1975
Navigation
Saison précédente Saison suivante
La saison 1974-1975 du Championnat de Bulgarie de football était la 51e édition du championnat de première division en Bulgarie. Les seize meilleurs clubs du pays se retrouvent au sein d'une poule unique, la Vissha Professionnal Football League, où ils s'affrontent deux fois, à domicile et à l'extérieur. À la fin de la saison, les deux derniers du classement sont relégués et remplacés par les deux meilleurs clubs de deuxième division.
Le CSKA Septemvriysko zname Sofia redevient champion de Bulgarie en terminant en tête du classement, avec un seul point d'avance sur le tenant du titre, le Levski-Spartak Sofia et 3 sur le PFC Slavia Sofia. C'est le 18e titre de champion de l'histoire du CSKA.

## Les 16 clubs participants
| - Levski-Spartak Sofia - CSKA Septemvriysko zname Sofia - PFK Spartak Pleven - Lokomotiv Plovdiv - Pirin Blagoevgrad - PFC Slavia Sofia - Dunav Ruse - Promu de D2 - Lokomotiv Sofia | - Tcherno More Varna - Yantra Gabrovo - PFC Minyor Pernik - Trakia Plovdiv - Botev Vratsa - Akademik Sofia - Etar Veliko Tarnovo - PFC Sliven - Promu de D2 |

## Compétition

### Classement
Le barème utilisé pour établir le classement est le suivant :
- Victoire : 2 points
- Match nul : 1 point
- Défaite : 0 point

| Rang | Équipe                         | Pts | J  | G  | N  | P  | Bp | Bc | Diff |
| ---- | ------------------------------ | --- | -- | -- | -- | -- | -- | -- | ---- |
| 1    | CSKA Septemvriysko zname Sofia | 39  | 30 | 15 | 9  | 6  | 52 | 32 | +20  |
| 2    | Levski-Spartak Sofia T         | 38  | 30 | 15 | 8  | 7  | 54 | 30 | +24  |
| 3    | PFC Slavia Sofia C             | 36  | 30 | 15 | 6  | 9  | 56 | 35 | +21  |
| 4    | Dunav Ruse P                   | 35  | 30 | 15 | 5  | 10 | 41 | 28 | +13  |
| 5    | Akademik Sofia                 | 35  | 30 | 14 | 7  | 9  | 39 | 33 | +6   |
| 6    | Lokomotiv Plovdiv              | 33  | 30 | 12 | 9  | 9  | 49 | 44 | +5   |
| 7    | Lokomotiv Sofia                | 31  | 30 | 12 | 7  | 11 | 53 | 43 | +10  |
| 8    | PFC Sliven P                   | 30  | 30 | 10 | 10 | 10 | 42 | 45 | -3   |
| 9    | PFC Spartak Pleven             | 28  | 30 | 9  | 10 | 11 | 34 | 45 | -11  |
| 10   | Trakia Plovdiv                 | 28  | 30 | 12 | 4  | 14 | 41 | 55 | -14  |
| 11   | Botev Vratsa                   | 27  | 30 | 9  | 9  | 12 | 46 | 49 | -3   |
| 12   | Pirin Blagoevgrad              | 27  | 30 | 11 | 5  | 14 | 31 | 42 | -11  |
| 13   | PFC Minyor Pernik              | 26  | 30 | 11 | 4  | 15 | 36 | 45 | -9   |
| 14   | Tcherno More Varna             | 26  | 30 | 9  | 8  | 13 | 28 | 43 | -15  |
| 15   | Etar Veliko Tarnovo            | 21  | 30 | 8  | 5  | 17 | 43 | 56 | -13  |
| 16   | Yantra Gabrovo                 | 20  | 30 | 7  | 6  | 17 | 30 | 50 | -20  |

|  | Qualification pour la Coupe des clubs champions 1975-1976                                |
|  | Qualification pour la Coupe des Coupes 1975-1976                                         |
|  | Qualification pour la Coupe UEFA 1975-1976                                               |
|  | Relégation en deuxième division                                                          |
|  | T : Tenant du titre C : Vainqueur de la Coupe de Bulgarie P : Promu de deuxième division |

## Bilan de la saison
| Championnat de Bulgarie de football 1974-1975 |                                            |
| Champion                                      | CSKA Septemvriysko zname Sofia (18e titre) |
| Coupes et trophées                            |                                            |
| Vainqueur de la Coupe de Bulgarie 1974-1975   | PFC Slavia Sofia                           |
| Qualifications continentales                  |                                            |
| Coupe des clubs champions 1975-1976           | CSKA Septemvriysko zname Sofia             |
| Coupe des Coupes 1975-1976                    | PFC Slavia Sofia                           |
| Coupe UEFA 1975-1976                          | Levski-Spartak Sofia                       |
| Coupe UEFA 1975-1976                          | Dunav Ruse                                 |
| Promotions et relégations                     |                                            |
| Promus en Vissha PFL                          | ZhSK-Spartak Varna                         |
| Promus en Vissha PFL                          | Beroe Stara Zagora                         |
| Relégués en B PFL                             | Etar Veliko Tarnovo                        |
| Relégués en B PFL                             | Yantra Gabrovo                             |